# 浮盖山
28°14′00″N 118°29′37″E / 28.23333°N 118.49361°E
浮盖山位于浙江省江山市廿八都镇与福建省浦城县盘亭乡交界处。又名盖仙山，为仙霞岭余脉。顶峰海拔1146.4米，位于浦城县境内。1998年7月列为福建省第四批风景名胜区。
现位于江山市境内的浮盖山景区开发较好，建有游步道。江山市已将其作为国家4A级风景名胜区——江郎山景区的重要组成部分推介。